# Zofia Posmysz
Zofia Posmysz   (Cracòvia, 23 d'agost de 1923 - Oświęcim, 8 d'agost de 2022), de soltera Posmysz, és una periodista, novel·lista i autora polonesa. Va ser combatent de la resistència a la Segona Guerra Mundial i va sobreviure a l'empresonament als camps de concentració d'Auschwitz i Ravensbrück. El seu relat autobiogràfic de l'Holocaust a la Polònia ocupada, La passatgera de la cabina 45, polonès: Pasażerka z kabiny 45, va esdevenir la base de la seva novel·la Pasażerka de 1962, posteriorment traduïda a quinze idiomes. El drama radiofònic original fou adaptat en un llargmetratge premiat, mentre que la novel·la fou adaptada en una una òpera amb el mateix títol, amb música de Mieczysław Weinberg.

## Biografia
Posmysz va néixer a Cracòvia i hi va viure fins a la invasió de Polònia el 1939.  Durant l'ocupació va assistir a cursos clandestins i va treballar en una fàbrica de cable. Va ser arrestada per la Gestapo el 1942, als 19 anys, acusada de distribuir fulletons antinazis. Va estar durant sis setmanes a la presó de Montelupich, a Cracòvia.
Després d'un interrogatori perllongat va ser traslladada sota escorta al camp de concentració d'Auschwitz-Birkenau. Relegada a un penós treball a Budy, va ser salvada dues vegades pel metge del campament, Janusz Mąkowski. El 18 de gener de 1945, Posmysz (presa número 7566) va ser enviada al camp de concentració de Ravensbrück i d'allà al camp satèl·lit de Neustadt-Glewe, on va ser alliberada el 2 de maig de 1945 per l'exèrcit dels Estats Units.
Després de la Segona Guerra Mundial, va estudiar a la Universitat de Varsòvia i va treballar per a l'emissora Polskie Radio a la secció de cultura. El 1959, va escriure un drama radiofònic, Pasażerka z kabiny 45 ("La passatgera de la cabina 45"), basat en els seus records del temps passat als camps de concentració nazis. L'obra va ser produïda el mateix any per la ràdio polonesa amb Aleksandra Śląska i Jan Świderski. Va ser adaptat per a televisió per Posmysz el 1960. El programa va ser dirigit per Andrzej Munk i interpretat per Ryszarda Hanin, Zofia Mrozowska i Edward Dziewoński en els papers principals. "La passatgera de la cabina 45" era innovadora i insòlita en el gènere de la literatura de l'Holocaust, perquè representava una lleial SS Aufseherin, Annelise Franz, encarregada del detall del treball de Posmysz a Auschwitz, que tanmateix exhibia un comportament humà bàsic envers les presoneres.
El guió de la pel·lícula va ser escrit per Posmysz i Munk el 1961. Munk va morir en un accident de cotxe poc després. Posmysz no va participar en la realització de la pel·lícula, estrenada el 1963. En canvi, es va centrar a escriure una novel·la derivada de la seva memòria autobiogràfica. El llibre es va publicar el 1962 com a Pasażerka. TEls fets del llibre tenen lloc en un transatlàntic, 16 anys després de la guerra. L'antiga SS Aufseherin, Lisa Kretschmer, viatja amb el seu marit a la recerca d'una nova vida. Entre els nombrosos passatgers, destaca Marta, la seva antiga reclusa, a la qual solia alimentar i protegir de les feines perilloses. Mentre es trobava a Auschwitz, Lisa és assignada a un nou lloc de treball i ofereix a Marta de treure-la del camp de detenció i dur-la a un lloc menys perillós, però al final tot és en va. Al final de la novel·la, s'assabenta que Marta també la va reconèixer. Sobretot, al drama de ràdio original, el titular "Cabina 45" era el número de compartiment de Posmysz en un tren cap a Auschwitz; el viatge per l'oceà li serveix de procés literari.
El 2015, Posmysz fou un dels 19 supervivents d'Auschwitz entrevistats per a un documental de Der Spiegel titulat Els darrers testimonis (Die letzten Zeugen).
Va estar casada amb Jan Piasecki (mort el 1985), que va treballar amb ella a la ràdio polonesa. La parella no va tenir fills.

## Obra i llegat
Posmysz va escriure durant més de trenta anys i va publicar el seu darrer treball als 73 anys. És coneguda per la seva autobiografia de 1959 "La passatgera de la cabina 45" (Pasażerka z kabiny 45) que fou duta a la televisió al cimena com a La passatgera per Andrzej Munk, que va ser un dels artistes més influents de la Polònia postestalinista. El director va morir durant la projecció el 1961, però la pel·lícula la va completar els seus ajudants, els directors Andrzej Brzozowski i Witold Lesiewicz, i es va estrenar per primera vegada el 1963.  La novel·la de Posmysz es va convertir en la base del llibret d'Aleksandr Medvédev per a l'òpera de Mieczysław Weinberg La passatgera (1968), que va ser molt lloada pels especialistes, però la representació de la qual fou prohibida a l'URSS durant més de 40 anys.
Es va escenificar per primera vegada al Bregenzer Festspiele el 21 de juliol de 2010, seguida de la mateixa producció al Gran Teatre de Varsòvia.
L'òpera de Weinberg es va estrenar a l'Opera Lírica de Chicago el 24 de febrer de 2015, amb la soprano Amanda Majeski com a Marta. Die Passagierin fou representada a l'Òpera de Frankfurt el març de 2015, amb Leo Hussain com a director.
La novel·la Pasażerka ha estat traduïda a 15 idiomes.

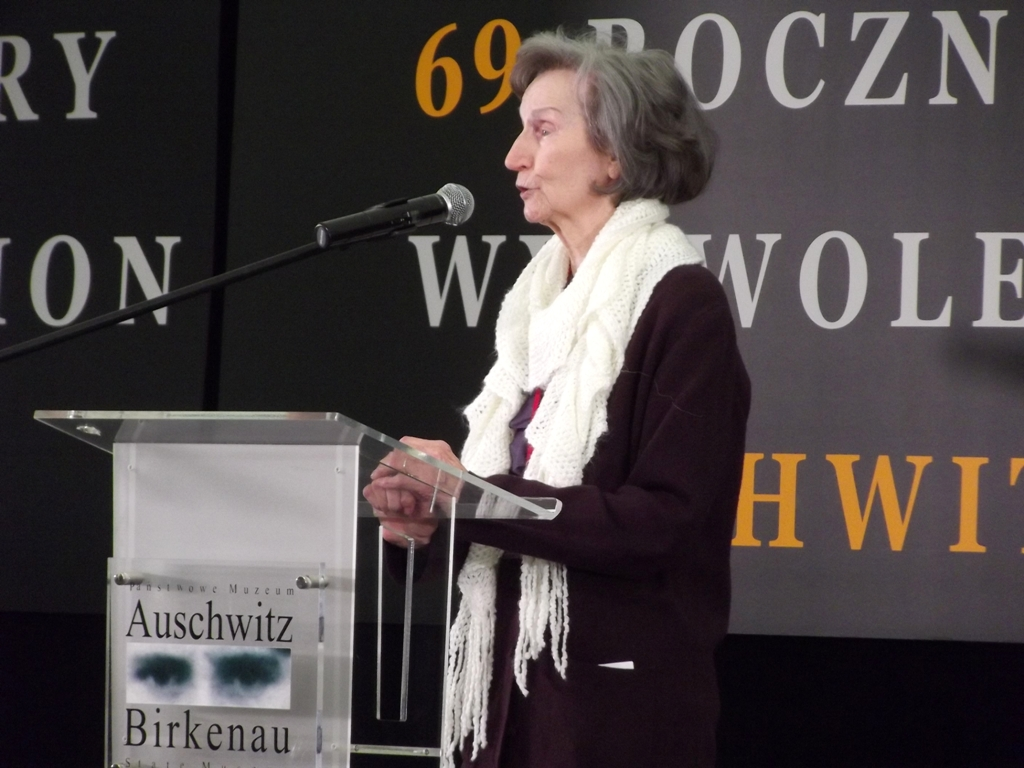
Zofia Posmysz parlant al Museu Nacional d'Auschwitz-Birkenau en l'aniversari de l'alliberament del camp el 27 de gener del 2014.

Una selecció d'obres de Posmysz, publicades en polonès, inclou::
- Conec els botxins de Belsen ... (Znam katów z Belsen…; 1945)
- La passatgera de la cabina 45 (Pasażerka z kabiny 45; 1959)
- Una parada al bosc (Przystanek w lesie; històries, 1965)
- L'arç malalt (Cierpkie głogi; guió, 1966)
- Petit (Mały; guió, 1970)
- Vacances a l'Adriàtic (Wakacje nad Adriatykiem; 1970)
- Microclima (Mikroklimat; 1975)
- Un arbre semblant a un altre arbre (Drzewo do drzewa podobne; 1977)
- Preu 	 (Cena; 1978)
- El mateix metge (Ten sam doktor; 1981)
- Vídua i amants (Wdowa i kochankowie; 1988)
- A la llibertat, a la mort, a la vida (Do wolności, do śmierci, do życia; 1996)

## Premis notables
- 1964 – Cavaller de l'Orde Polònia Restituta[16]
- 1970 – Oficial de l'Ordre de Polònia Restituta [16]
- 1976 – Premi del Comitè de Ràdio i Televisió de Polònia per a èxits destacats en el camp del cinema radiofònic [16]
- 2007 – Premi Witold Hulewicz [16]
- 2008 – Premi del Ministeri de Cultura de Polònia per a èxits destacats en el camp del patrimoni cultura[16]
- 2012 – Orde al Mèrit de la República Federal Alemanya[17]
- 2015 – Premi DIALOG de la Deutsch-Polnische Gesellschaft Bundesverband